# 英格麗·敘爾斯塔·恩根
英格麗·敘爾斯塔·恩根（挪威語：Ingrid Syrstad Engen；1998年4月29日—）是挪威職業女子足球運動員，司職中場，現效力法國女子足球甲級聯賽球隊里昂和挪威國家女子足球隊。她曾效力於挪威女超的特隆赫姆-厄恩和利勒斯特倫，以及女子德甲球隊狼堡；並且代表挪威參加2019年和2023年女子世界盃和2022年歐洲女子足球錦標賽。

## 個人生活
恩根是公開出櫃的女同性戀，她曾與挪威國家隊隊友瑪麗·多爾維克·馬庫森交往。現任女友是西班牙籍巴塞隆納隊友瑪碧·萊昂。

## 外部連結
- 英格麗·希利斯塔德·恩根 （页面存档备份，存于）在巴塞隆納女子足球俱樂部
- 英格麗·希利斯塔德·恩根 （页面存档备份，存于）在BDFutbol
- 英格麗·敘爾斯塔·恩根在ESPN FC中的档案
- Soccerway資料庫：英格麗·敘爾斯塔·恩根